# Ulugurella
Ulugurella is een geslacht van spinnen uit de familie hangmatspinnen (Linyphiidae).

## Soorten
De volgende soorten zijn bij het geslacht ingedeeld:
- Ulugurella longimana Jocqué & Scharff, 1986